# 一般販売業
一般販売業（いっぱんはんばいぎょう）とは、旧薬事法（昭和三十五年八月十日、法律第百四十五号）で定められた一般用医薬品の販売業のひとつ。2009年施行の改正薬事法により、薬種商販売業とともに「店舗販売業」に統合された。

## 概要
全ての一般用医薬品を販売することができたが、薬局とは異なり調剤室の設備はなく処方箋による調剤はできなかった。薬剤師の資格を有する店舗管理者を置く必要があり、営業時間内には薬剤師を配置する義務が課せられた。